# グリーンハウス (企画会社)
グリーンハウスは、大阪市北区に本社を置く、パッケージデザイン事業を行っている企業である。
代表的なビジネスとして、ビックリマンシールのデザイン企画、金鳥ミニ蚊取線香のパッケージデザインが上げられる。

## 沿革
- 1977年（昭和52年）7月 - 大阪市北区神山町の神山ビルで起業
- 1983年（昭和58年）5月 - 現在住所に本社を移転
- 2003年（平成15年） - 社団法人日本印刷産業連合会長賞を受賞
- 2007年（平成19年）7月 - 社団法人日本POP広告協会賞を受賞

## イラストレーター
ビックリマンシール等のイラストレーターとして取り上げられる場合、米澤稔、兵藤聡司の2人を指す。どちらか一方がメインデザインのキャラクターもあるが、最終的に監修しあうためいずれも共作。コンビのようであるが、実際には9歳年齢差がある上司と部下の師弟関係。線画は手書きアナログ作業にこだわっており、初期は透明のセルに極太マッキーで書いていた。
イラストレーター・中村佑介は2人を師と仰いでいる。